# Dave DeBusschere
Dave DeBusschere é um ex-jogador de basquete norte-americano que foi campeão da Temporada da NBA de 1972-73 jogando pelo New York Knicks.